# Strahinja Milošević
Strahinja Milošević (Novi Sad, 25 de setembro de 1985) é um basquetebolista profissional servio que atualmente joga pelo Baloncesto Sevilla. O atleta possui 2,03m de altura e atua na posição ala.  